# Ear Falls
Ear Falls es un municipio canadiense situado en la provincia de Ontario.

## Superficie
Ear Falls tiene una superficie de 336,69 km².

## Demografía
En 2021, tenía 924 habitantes, una densidad poblacional de 2,7 hab./km², y 506 viviendas.